# Sverre Riisnæs
Sverre Riisnæs, född 6 november 1897 i Vik, död 21 juni 1988 i Oslo, var en norsk jurist, nazistisk politiker, SS-officer och landsförrädare. Han var Norges justitieminister under den tyska ockupationen från 1940 till 1945.
Som justitieminister var Riisnæs ansvarig för det norska rättsväsendets anpassning till den nazistiska regeringen. Han hade därtill ansvar för förföljelsen av de personer som vägrade att underordna sig det tyska ockupationsstyret.
Efter andra världskriget åtalades Riisnæs för landsförräderi, men rättegången blev inställd då han ansågs vara psykiskt sjuk. Från 1948 till 1960 var han inskriven på Reitgjerdet sykehus, en psykiatrisk institution.

### Webbkällor
- Figueiredo, Ivo de; Sæveraas, Torgeir Ekerholt (25 mars 2025). ”Sverre Riisnæs”. Store norske leksikon. https://snl.no/Sverre_Riisn%C3%A6s. Läst 3 juni 2025.